# Phanerotomella sinensis
Phanerotomella sinensis är en stekelart som beskrevs av Herbert Zettel 1989. Phanerotomella sinensis ingår i släktet Phanerotomella och familjen bracksteklar. Inga underarter finns listade i Catalogue of Life.